# Suupohja
Suupohja (finnisch [ˈsuːˌpoxjɑ], schwedisch Sydbotten) ist eine Region in Finnland. Sie umfasst den südwestlichen Teil der Landschaft Südösterbotten sowie den südlichen Teil der Landschaft Österbotten. Heute tragen zwei Verwaltungsgemeinschaften (finnisch seutukunta) den Namen Suupohja: Die Verwaltungsgemeinschaft Suupohja in Südösterbotten sowie die Verwaltungsgemeinschaft Suupohjan rannikkoseutu (deutsch Küstenregion Suupohja) in Küstenösterbotten.